# Scot Davidson
Scot Davidson, né à Georgina, est un homme d'affaires et homme politique canadien de l'Ontario.
Membre du Parti conservateur du Canada, il représente la circonscription fédérale ontarienne de York—Simcoe à titre de député à la Chambre des communes de 2019 à 2025 et la circonscription de New Tecumseth—Gwillimbury depuis 2025.

## Biographie
Né à Georgina en Ontario, Davidson obtient la nomination conservatrice le 20 octobre 2018 et remporte l'élection partielle en février 2019. Il est réélu lors des élections générales de 2019 et de 2021. La circonscription de York—Simcoe étant abolie, il se présente en 2025 dans la nouvelle circonscription de New Tecumseth—Gwillimbury où il réélu à la Chambre des communes.